# Salzburg (zvezna dežela)
Salzburg (nemško Land Salzburg, zastarelo slovensko poimeniovanje Solnograško) je zvezna dežela Avstrije. Glavno mesto je Salzburg, ki je tudi edino mesto s posebnim statutom v deželi. Neodvisen zgodovinski razvoj dežele kot duhovne knezonadškofije od 1328 do 1803 oz. kot vojvodine Salzburg do leta 1805 ter njena pripadnost bavarskemu cesarskemu krogu v tem času, razlikuje Salzburško od zgodovine vseh drugih avstrijskih dežel.

## Geografija
Dežela Salzburg ima površino 7.156,03 km². Z nadmorsko višino 3657 m je najvišji vrh dežele Großvenediger, ki je četrta najvišja gora v Avstriji. 174 km deželne meje je obenem tudi avstrijska državna meja, večinoma z Bavarsko oz. Nemčijo, v katero se 'zajeda' na severozahodu, zelo majhen del pa na jugozahodu z Južno Tirolsko (Italija). Sicer pa Salzburško na zahodu in jugozahodu meji na Tirolsko (na dveh ločenih odsekih, ki ju prekinja stik z Italijo), Zgornjo Avstrijo na severovzhodu, Štajersko na vzhodu in Koroško na jugu oz. jugovzhodu. S slednjo si deli 6. oziroma 7. mesto po številu prebivalcev med avstrijskimi deželami, po površini pa je na 6. mestu.

### Geomorfološka delitev
Geomorfološko je dežela Salzburg razdeljena na pet pokrajin (Gaue), katerih meje se ujemajo s političnimi okrožji (kreis) dežele.
Severni del dežele je razdeljen na dve pokrajini:
- Flachgau je najbolj severno območje dežele, ki vključuje tudi neposredno bližino mesta Salzburg na jugu. Njeno ime, ki temelji na imenih druge pokrajine 'v gorah', je nastalo pozno in izraža geografsko naravo območja. To sestavljajo salzburško alpsko predgorje in manjši deli skupine Osterhorn, ki spada v Severne apneniške Alpe.
- Tennengau na jugu meji na Flachgau in obsega območje okoli mesta Hallein in občin južno od njega. Ime izvira od gorovja Tennengebirge, katerega prvi del vsebuje besedo tanne (jelka). V bistvu zajema široko dolino reke Salzach in gore Severnih apneniških Alp na obeh straneh

Južni del dežele Salzburg je razdeljen na tri pokrajine:
- Pinzgau zavzema zahodni del. Ime lahko izvira od keltskega plemena Ambisonter. Običajna razlaga je, da se območje imenuje po binden (ločje), saj se ta rastlina se še vedno pojavlja ob neurejeni Salzach.
- Pongau tvori sredino treh južnih pokrajin. Ime izhaja iz Pongo, nekdanjega imena današnjega Bischofshofna. Verjetno pride Pongo iz keltske bona (mejno) območje, raven hrbet; možna je tudi povezava z Bohne; tu je mišljen bob (Vicia faba), ki so ga našli tukaj.
- Lungau je na jugovzhodu dežele Salzburg. Izvor imena ni pojasnjen, zagotovo pa sega v slovansko ali keltsko besedo. Možna je povezava z Lonka, ime je izhajalo iz identične slovanske besede za 'močvirje' za potok na severu Lungaua.

Ta tri južna območja si delijo Visoke Ture, Lungau pa tudi Nizke Ture, obe pa pripadata Centralnim Alpam. Med njima ležijo Salzburške kristalinske Alpe. Skupaj jih - zlasti z vidika manj gorskih območij dežele Salzburg - imenujejo notranje gore (Innergebirg). 

### Večja mesta
Salzburške občine z mestnimi privilegiji:
- Salzburg (148.521 preb.)
- Hallein (20.022 preb.)
- Saalfelden (16.046 preb.)
- Sankt Johann im Pongau (10.740 preb.)
- Bischofshofen (10.352 preb.)
- Zell am See (9683 preb.)
- Seekirchen am Wallersee (9945 preb.)
- Neumarkt am Wallersee (5846 preb.)
- Oberndorf bei Salzburg (5600 preb.)
- Mittersill (5443 preb.)
- Radstadt (4864 preb.)

Wals-Siezenheim je občina z okoli 13.000 prebivalci severno od Salzburga, nastala z združitvijo občin Wals in Siezenheim, znana tudi kot največja vas v Avstriji.

## Arhitektura
Salzburška stolnica je bila prva baročna zgradba v nemško govorečem umetniškem svetu. Dve pomembni zgradbi, ki so ju začeli graditi salzburški nadškofje, sta grad Hohenwerfen in trdnjava Hohensalzburg. Prvi salzburški nadškof je bil Arno Salzburški (785–821), v njegovo čast je poimenovan svetovno znan pohodniški krog – Arnoweg.
Prevladujoči slogovni elementi salzburške arhitekture izvirajo iz obdobja baroka in rokokoja.
Zgodovinsko središče mesta Salzburg je UNESCO uvrstil na seznam svetovne dediščine.

## Zgodovina
Zgodovina naselitve Salzburga sega v najstarejše obdobje neolitika. Najstarejše ime mesta prihaja od Keltov: Iuvavum. Pod Rimljani je bil Iuvavum upravno okrožje znotraj province Noricum in Noricum ripense (rimska provinca, ki je nastala v začetku 4. stoletja z delitvijo nekdanje Noricuma). Ker so Bavarci zavzeli deželo v 6. stoletju, je območje poznejše pokrajine Salzburg pripadlo vojvodini Bavarski. Z ustanovitvijo ali obnovo samostana svetega Petra leta 696 in ustanovitvijo ženskega samostana Nonnberg leta 713 na ruševinah rimskega Iuvavuma, je sv. Rupert leta 739 ustanovil škofijo, salzburško nadškofijo leta 798 in s tem središče bavarske cerkvene province. Ta je zajela skoraj celotno starobavarsko območje.
Nadškofu Eberhardu II., zagovorniku Staufovcev, je uspelo med letoma 1200 in 1246 iz grofij, sodnih okrožij in upraviteljev zgraditi zaprto nadškofijsko ozemlje. S priznanjem meja te - sprva še bavarske - dežele Salzburg s strani vojvode Henrika XIII.  Landshuta leta 1275 se je Salzburg začel ločevati od vojvodstva Bavarske. Leta 1328 je Salzburg s sprejetjem lastnih regionalnih predpisov postal v veliki meri samostojna dežela v Svetem rimskem cesarstvu. Kot Salzburška  knezonadškofija se je razvila v varovalno deželo med Bavarsko in habsburškimi deželami. Vendar je do konca starega cesarstva veljala za del Bavarske v pokrajinskem smislu (torej je bila del bavarskega cesarskega okrožja; Abraham a Santa Clara govori o »Salzburg in Bayernu«.
V 15. in 16. stoletju ni bila samo trgovina s soljo velikega gospodarskega pomena, ampak tudi pridobivanje zlata v Raurisu in v dolini Gastein Tal. Količina izkopanega zlata je bila krateko obdobje največja v srednji Evropi. Povečalo se je bogastvo dežele Salzburg, vendar so se povečale tudi socialne napetosti med bogatimi meščani in plemiči ter revnim podeželskim prebivalstvom. V povezavi z avtokratsko uveljavitvijo knezonadškofov so napetosti v letih 1462/63 in 1525 pripeljale do kmečkih uporov, ki so se začeli v gorskih pograjinah. Kmečka vstaja leta 1525 se je oblikovala tudi z vzponom protestantizma. Zaradi tega so bili protestanti večkrat razseljeni. Največji val izselitev se je zgodil pod knezonadškofom Leopoldom Antonom, grofom Firmianom, ki je leta 1731/32 iz dežele izgnal okoli 20.000 salzburških protestantov (Salzburger Exulanten – salzburški izgnanci).
Leta 1803 je kneževina, kot sekularizirano salzburško volilno telo, prišla pod habsburškega velikega vojvodo Ferdinanda III. Toskanskega, leta 1805 je skupaj s knezoškofom Berchtesgadna pripadel Avstrijskemu cesarstvu, ustanovljenem leta 1804. Leta 1810 je Salzburg kot Salzachkreis postal bavarska provinca. Po dunajskem kongresu 1814/15 je bil Salzburg leta 1816 dokončno vključen v Avstrijsko cesarstvo. Do leta 1850 je kot Salzburgkeis ostal le del Avstrije nad Ennsom (Zgornja Avstrija). Zahodni deli Salzburga, ki so do tedaj že pripadali Salzburgu in nekdanji knezškof Berchtesgadna, so ostali z Bavarsko, Zillertal in Windischmatrei (Matrei v Vzhodni Tirolski) pa sta bila priključena Tirolski.
Leta 1850 je Salzburg z odločbo cesarja Franca Jožefa I. postala s avstrijska kronska dežela, ki je imela od leta 1861 svoj deželni zakonodajni organ in deželni odbor kot izvršni organ, ki je temeljil na februarskem patentu, oblika poznejše deželne vlade (ime deželne vlade je bilo takrat znano kot guvernerstvo). Dežela je izvolila tudi poslance v predstavniški dom - Reichsrat.
Konec oktobra 1918 in do 12. novembra 1918 je dežela Salzburg postala del Nemške Avstrije in od 25. oktobra 1919 Republika Avstrija. Na neuradnem referendumu 29. maja 1921 je 99,3 % volivcev glasovalo za aneksijo Salzburga k nemškemu rajhu. Odcepitev od Avstrije je bila v nasprotju z avstrijsko ustavo, pa tudi povezava z nemško državo s Saint-Germainsko pogodbo, tako da plebiscit ni imel ustreznih političnih posledic.
V obdobju, ko je bila Avstrija priključena Nemčiji pod nacistično diktaturo (1938–1945) je bil Salzburg edina nekdanja avstrijska dežela z nespremenjenimi mejami. Tovarna Eugen Grill v Halleinu je bila pod nacisti največje oboroževalno podjetje v deželi. V tako imenovanem obdobju okupacije (1945–1955) je Salzburg, tako kot Zgornja Avstrija južno od Donave in del Dunaja, pripadal ameriškemu okupacijskemu območju.

## Religija
Rimskokatoliška cerkev je z 61,2 % največja verska skupnost v deželi Salzburg, 2,9 % je protestantov. Po ocenah 3,7 % prebivalstva danes pripada pravoslavni cerkvi, 5,6 % je muslimanov in 0,01 odstotka Judov (vsi podatki: od začetka leta 2018).
O verski sestavi preostalega prebivalstva podatki trenutno ni na voljo. Nazadnje so bili zbrani ob popisu leta 2001: 3,9 % prebivalstva pripadalo drugim verskim skupnostim (ki niso navedene zgoraj), 9,6 % je bilo neverujočih, še 3,1 % pa ni izjavilo o svoji veri.

## Evropska regija
Dežela Euregio Salzburg - Berchtesgadener - Traunstein obstaja od leta 1995. To je združenje na lokalni ravni za izboljšanje raznolikega medvladnega sodelovanja pri izvajanju evropskih idej. 

## Gospodarstvo, promet in infrastruktura
V primerjavi s povprečnim bruto domačim proizvodom Evropske unije, izraženim v standardih kupne moči, je dežela Salzburg leta 2014 dosegla vrednost indeksa 152 (EU-28: 100, Avstrija: 129) . Leta 2016 je bil Salzburg z 48.700 EUR bruto domačim proizvodom na prebivalca v Avstriji najbogatejša dežela (pred Dunajem) .
Turizem je eden najpomembnejših gospodarskih sektorjev. Zaradi svoje alpske lege dežela uspeva v poletnem in zimskem turizmu. Za Tirolsko je dežela Salzburg druga avstrijska dežela z največ prenočitvami (od leta 2001 do 2011 med približno 21,5 in 24,5 milijona letno). Turistično trženje dežele koordinira Salzburger Land Tourismus GmbH. Turistična združenja zvezne dežele Salzburg so 51-odstotni delničarji te gospodarske pravne družbe. Dežela Salzburg ima v lasti nadaljnjih 40 % in 3 % vsaka od zbornic .
Salzburg je zaradi posebnega geografskega položaja, ki vključuje prometne in gospodarske povezave, tesno povezana z bavarskimi okrožji Berchtesgadener Land in Traunstein. Najkrajša cestna povezava do pokrajine Pinzgau vodi skozi tako imenovani Kleine Deutsche Eck (Salzburg - Bad Reichenhall - Lofer). Freilassing (Salzburghofen je bil nekoč predmestje Salzburga) in Bad Reichenhall.
Največje infrastrukturno podjetje v deželi je Salzburg AG, ki upravlja približno tri četrtine mesta in zvezne dežele Salzburg. Ponuja elektriko, vodo, zemeljski plin in daljinsko ogrevanje in je upravljavec različnih sistemov javnega prevoza, pa tudi telekomunikacijske storitve (telefon, internet, kabelska TV).